# Université d'État de Gombe
L'université d'État de Gombe (Gombe State University, GSU) est une université nigériane située dans l'État de Gombe au Nigeria. Elle est membre de l'Association des universités du Commonwealth.

## Facultés
- Arts et sciences sociales
- Éducation
- Science
- Ecole de médecine
- Sciences pharmaceutiques
- École d'études de base et de rattrapage
- École d'études supérieures
- Droit